# 島尾站
島尾站（日语：／ Shimao eki */?）是隸屬於西日本旅客鐵道（JR西日本）的鐵路車站，座落於富山縣冰見市。現時為無人站，也是冰見市內僅有兩個鐵路車站中的其中一個。主要服務車站西南方「島尾地區」較為集中的民居為主，東北方為島尾海岸、島尾海濱公園及島尾、松田江濱海灘等觀光地點。

## 車站結構

### 站房
現時的站房為1990年時重建而成，以兩個直立式的直型梯形所拼合而成的單層木建站房，前端左方的部份為車站出入口、通道、開放式閘口及洗手間，而男、女洗手間亦有各自的出入口，男洗手間由車站通道進入，而女洗手間則由月台範圍內進入；至於後端右方則設已停用的售票窗口、放置了一部簡易式自動售票機和候車座椅的候車室。

### 月台
現況與同線道內的越中中川站相同，只設有側式月台1座，過往則曾設2座側式月台的列車可交換車站，另一個月台位於靠近海邊的一方，同樣地，雖然相關的路軌和月台早已經拆去，但仍遺留路基及軌道的痕跡。特別是拆去的一邊，周圍仍然是小路和農地，可以作近距離的觀察。
月台有效長度達8輛，但現時的列車班次根本不會有如此長的編成列車行駛，所以只使用站房前後最多4輛的長度，其餘部份則已用欄杆所圍封。
| 路線    | 方向 | 目的地   | 備註 |
| ------- | ---- | -------- | ---- |
| ■冰見線 | 上行 | 高岡方向 |      |
| ■冰見線 | 下行 | 冰見方向 |      |

## 歷史
- 1912年：

- 4月5日：中越鐵道伏木站～本站開通，為終點站，並辦理客運及貨運事宜。
- 9月19日：路線延長至冰見站，改為中途站。。

- 1920年9月1日：中越鐵道國有化，改為鐵道省管理，伏木站～冰見站一段路線改為國鐵「冰見輕便線」，並營辦客運、手提行李、手提貨物及貨運事宜[7]。
- 1922年9月2日：因應輕便鐵道法（日语：軽便鉄道法）被廢除，「冰見輕便線」改稱為「冰見線」[8]。
- 1959年11月1日：修訂營業範圍，取消貨物提取服務[9]。
- 1960年8月1日：修訂營業範圍，取消手提行李及小型行李的提取服務[10]。
- 1974年10月1日：修訂營業範圍，重新貨物提取服務，並定義為客運及貨運提取服務[11]。
- 1982年4月1日：修訂營業範圍，取消貨物提取服務[12]。
- 1987年4月1日：日本國鐵分割民營化，車站的營運由JR西日本繼承。
- 1990年2月26日：站房改建[13]。
- 2012年8月27日：為紀念冰見線開通100周年，冰見市立宮田小學校（日语：氷見市立宮田小学校）聯同富山縣立高岡工藝高等學校（日语：富山県立高岡工芸高等学校）（即負責越中中川站站房外牆美化的學校）一同為本站站房外牆繪圖美化[14]。惟現時已被抹去。

## 利用人數
| 推算乘車人員 | 推算乘車人員 | 推算乘車人員 |
| 年度         | 1日平均人數  |              |
| ------------ | ------------ | ------------ |
| 1995年       | 347          |              |
| 1996年       | 357          |              |
| 1997年       | 338          |              |
| 1998年       | 333          |              |
| 1999年       | 317          |              |
| 2000年       | 305          |              |
| 2001年       | 298          |              |
| 2002年       | 274          |              |
| 2003年       | 246          |              |
| 2004年       | 230          |              |
| 2005年       | 219          |              |
| 2006年       | 194          |              |
| 2007年       | 196          |              |
| 2008年       | 192          |              |
| 2009年       | 188          |              |
| 2010年       | 195          |              |
| 2011年       | 191          |              |
| 2012年       | 202          |              |
| 2013年       | 198          |              |
| 2014年       | 195          |              |
| 2015年       | 197          |              |
| 2016年       | 216          |              |
| 2017年       | 193          |              |

## 相鄰車站
西日本旅客鐵道
■冰見線
■觀光列車「瑰麗山海號」
通過
■普通
雨晴 － 島尾 － 冰見

## 外部連結
- JR西日本島尾站公式網頁。 （页面存档备份，存于）（日語）